# Liga de Fútbol de Primera División 2014/15
Die Saison 2014/15 beinhaltete die 103. und die 104. Auflage der Liga de Fútbol de Primera División, der höchsten costa-ricanischen Fußballliga. In dieser Saison wurden, wie in den letzten Jahren üblich, zwei Meisterschaften - Invierno JPS 2014 und Verano JPS 2015 - ausgespielt. Aus den Ergebnissen beider Meisterschaften wurde eine Gesamttabelle erstellt, um den Absteiger in die Liga de Ascenso-Segunda División zu ermitteln. Die Gewinner beider Meisterschaften qualifizierten sich für die CONCACAF Champions League 2015/16. Saprissa gelang es im Invierno 2014 den Titel zu verteidigen und krönte sich zum insgesamt 31. Mal zum costa-ricanischen Meister. Im Verano 2015 konnte Heredia nach zwei Jahren wieder triumphieren und gewann somit seinen 24. Meistertitel. Absteiger ist Neuling AS Puma.

## Austragungsmodus
Die Saison 2014/15 wurde in die zwei Spielzeiten Invierno JPS 2014 und Verano JPS 2015 aufgeteilt. Die beiden Meisterschaften wurden in folgendem Modus ausgespielt:
- Zunächst spielten die zwölf teilnehmenden Mannschaften in einer Einfachrunde (Hin- und Rückspiel) im Modus Jeder gegen Jeden die besten vier Mannschaften aus.
- Diese besten vier Teams spielen in Hin- und Rückspielen (1. gegen 4., 2. gegen 3.) im Halbfinale die beiden Finalisten aus.
- Im Finale bestritten die beiden Halbfinalsieger in Hin- und Rückspiel die Meisterschaft.

Aus den Hauptrunden der beiden Meisterschaften (Invierno und Verano) wurde eine Gesamttabelle erstellt. Der Letztplatzierte in dieser Wertung stieg in die Liga de Ascenso-Segunda División ab.

## Besondere zusätzliche Regel
- In jedem Kader (aus maximal 25 Spielern bestehend) durften sich höchstens vier Ausländer befinden.
- Mannschaften welche mindestens 990 Minuten U-21-Spieler einsetzen bekamen eine Prämie von 500.000 Colones, der Klub mit der höchsten Anzahl U-21-Minuten erhielt insgesamt 2 Millionen Colones.

## Teilnehmer
Bis auf Absteiger Puntarenas FC werden alle weiteren 11 Vereine der vorherigen Saison weiterhin teilnehmen. Neu dabei ist AS Puma Generaleña als Aufsteiger aus der Liga de Ascenso-Segunda División. Von den sieben costa-ricanischen Provinzen haben Puntarenas und Guanacaste keinen Vertreter in der FPD, San José ist mit fünf Vereinen am stärksten Vertreten. Die Städte Alajuela und der Kantón Pérez Zeledón beheimaten jeweils zwei Vereine (AD Carmelita und LD Alajuelense bzw. AD Municipal de Pérez Zeledón bzw. AS Puma Generaleña), welche ihre Heimspiele im selben Stadion bestreiten.
| Startplatz                | Verein                       | Herkunft (Kanton, Provinz) | Gründung | Erste Teilnahme | Erstklassig seit | Stadion (Kapazität)               | M/P-Titel | TV-Rechte | Ausrüster   |
| ------------------------- | ---------------------------- | -------------------------- | -------- | --------------- | ---------------- | --------------------------------- | --------- | --------- | ----------- |
| 01. Gesamttabelle 2013/14 | CS Herediano                 | Heredia, Heredia           | 1921     | 1921            | 1921             | Eladio Rosabal Cordero (8.700)    | 23/10     | Repretel  | Umbro       |
| 02. Gesamttabelle 2013/14 | LD Alajuelense               | Alajuela, Alajuela         | 1919     | 1921            | 1921             | Alejandro Morera Soto (18.000)    | 29/9      | Repretel  | Puma        |
| 03. Gesamttabelle 2013/14 | CD Saprissa                  | Tibás, San José            | 1935     | 1949            | 1949             | Ricardo Saprissa Aymá (23.112)    | 31/6      | Teletica  | Kappa       |
| 04. Gesamttabelle 2013/14 | CF Universidad de Costa Rica | Montes de Oca, San José    | 1941     | 1941            | Invierno 2013    | Ecológico (2.000)                 | 1/1       | Repretel  | Monarca     |
| 05. Gesamttabelle 2013/14 | AD Carmelita                 | Alajuela, Alajuela         | 1948     | 1958            | Invierno 2012    | Alejandro Morera Soto (18.000)    | 1/0       | ExtraTV   | Sportek     |
| 06. Gesamttabelle 2013/14 | CS Cartaginés                | Cartago, Cartago           | 1906     | 1921            | 1984             | José Rafael „Fello“ Meza (13.500) | 3/4       | Teletica  | Lotto       |
| 09. Gesamttabelle 2013/14 | AD Municipal Pérez Zeledón   | Pérez Zeledón, San José    | 1991     | 1991/92         | 1991/92          | Municipal Otto Ureña (5.500)      | 0/0       | Teletica  | Canastico   |
| 07. Gesamttabelle 2013/14 | CS Uruguay de Coronado       | Coronado, San José         | 1936     | 1950            | Invierno 2012    | Municipal El Labrador (3.500)     | 1/0       | Repretel  | Lotto       |
| 08. Gesamttabelle 2013/14 | AD Santos de Guápiles        | Pococí, Limón              | 1961     | 1999/00         | Invierno 2009    | Ebal Rodrígez Aguilar (4.500)     | 0/0       | ExtraTV   | Living      |
| 10. Gesamttabelle 2013/14 | Belén FC                     | Belén, Heredia             | 1979     | 1994/95         | Invierno 2011    | Eladio Rosabal Cordero (8.700)    | 0/1       | Repretel  | Monarca     |
| 11. Gesamttabelle 2013/14 | Limón FC                     | Puerto Limón, Limón        | 1961     | 1964            | Invierno 2010    | Juan Goban (3.500)                | 0/0       | Teletica  | Sportek     |
| Meister LIASCE-SD 2013/14 | AS Puma Generaleña           | Pérez Zeledón, San José    | 2010     | Invierno 2014   | Invierno 2014    | Municipal Otto Ureña (5.500)      | 0/0       | Teletica  | Textiles JB |

## Endstand

### Winter JPS 2014
Dedicado: Manuel Antonio „Pilo“ Obando
| Winter 2014 Stand: Endstand  | AD Carmelita | AD Municipal de Pérez Zeledón | AD Santos de Guápiles | AS Puma Generaleña | Belén-Bridgestone FC | CD Saprissa | CF Universidad de Costa Rica | CS Cartaginés | CS Herediano | CS Uruguay de Coronado | LD Alajuelense |     |
| ---------------------------- | ------------ | ----------------------------- | --------------------- | ------------------ | -------------------- | ----------- | ---------------------------- | ------------- | ------------ | ---------------------- | -------------- | --- |
| AD Carmelita                 |              | 1:2                           | 0:3                   | 3:2                | 2:0                  | 1:0         | 0:3                          | 1:1           | 0:1          | 2:0                    | 0:2            | 2:0 |
| AD Municipal Pérez Zeledón   | 1:1          |                               | 6:4                   | 2:1                | 1:1                  | 1:1         | 2:3                          | 1:0           | 2:1          | 4:2                    | 2:3            | 2:1 |
| AD Santos de Guápiles        | 2:1          | 2:2                           |                       | 2:1                | 1:2                  | 0:1         | 2:1                          | 2:1           | 0:1          | 2:0                    | 1:2            | 0:2 |
| AS Puma Generaleña           | 1:1          | 1:0                           | 1:2                   |                    | 0:0                  | 0:2         | 3:3                          | 1:0           | 1:4          | 2:1                    | 1:2            | 0:0 |
| Belén FC                     | 1:4          | 0:0                           | 1:1                   | 3:1                |                      | 4:3         | 1:1                          | 0:1           | 2:2          | 4:2                    | 2:0            | 1:0 |
| CD Saprissa                  | 2:1          | 4:1                           | 3:2                   | 4:2                | 2:1                  |             | 3:1                          | 1:2           | 1:0          | 2:1                    | 0:2            | 2:0 |
| CF Universidad de Costa Rica | 0:0          | 2:1                           | 2:0                   | 3:1                | 2:1                  | 2:0         |                              | 1:1           | 0:0          | 3:0                    | 0:0            | 1:0 |
| CS Cartaginés                | 1:2          | 1:0                           | 1:0                   | 2:1                | 2:0                  | 1:0         | 0:0                          |               | 4:2          | 3:1                    | 0:2            | 1:0 |
| CS Herediano                 | 2:0          | 5:1                           | 2:0                   | 5:1                | 1:1                  | 3:2         | 0:0                          | 1:0           |              | 6:2                    | 1:0            | 3:0 |
| CS Uruguay de Coronado       | 0:0          | 1:0                           | 0:2                   | 1:0                | 1:0                  | 1:1         | 2:1                          | 0:1           | 0:1          |                        | 0:2            | 1:1 |
| LD Alajuelense               | 2:0          | 2:1                           | 1:0                   | 5:0                | 2:2                  | 0:2         | 2:1                          | 2:1           | 1:0          | 3:0                    |                | 2:1 |
| Limón FC                     | 0:0          | 1:2                           | 3:1                   | 0:1                | 2:1                  | 2:3         | 2:0                          | 2:4           | 1:4          | 1:1                    | 0:1            |     |

| Pl.             | Verein                       | Sp. | S  | U | N  | Tore    | Diff. | Punkte |
| --------------- | ---------------------------- | --- | -- | - | -- | ------- | ----- | ------ |
| 1.              | LD Alajuelense               | 22  | 17 | 2 | 3  | 038:150 | +23   | 53     |
| 2.              | CS Herediano                 | 22  | 14 | 4 | 4  | 045:190 | +26   | 46     |
| 3.              | CS Cartaginés (P)            | 22  | 13 | 3 | 6  | 029:190 | +10   | 42     |
| 4.              | CD Saprissa (M)              | 22  | 13 | 2 | 7  | 039:280 | +11   | 41     |
| 5.              | CF Universidad de Costa Rica | 22  | 9  | 8 | 5  | 030:210 | +9    | 35     |
| 6.              | AD Municipal Pérez Zeledón   | 22  | 8  | 5 | 9  | 034:380 | −4    | 29     |
| 7.              | AD Carmelita                 | 22  | 7  | 6 | 9  | 022:260 | −4    | 27     |
| 8.              | Belén FC                     | 22  | 6  | 8 | 8  | 028:310 | −3    | 26     |
| 9.              | AD Santos de Guápiles        | 22  | 8  | 2 | 12 | 029:340 | −5    | 26     |
| 10.             | Limón FC                     | 22  | 4  | 4 | 14 | 019:330 | −14   | 16     |
| 11.             | CS Uruguay de Coronado       | 22  | 4  | 4 | 14 | 017:410 | −24   | 16     |
| 12.             | AS Puma Generaleña (N)       | 21  | 3  | 4 | 14 | 021:460 | −25   | 13     |
| Stand: Endstand |                              |     |    |   |    |         |       |        |

Playoffs
|  | Halbfinale | Halbfinale     | Halbfinale | Halbfinale | Halbfinale |  |  | Finale | Finale       | Finale | Finale | Finale |
|  |            |                |            |            |            |  |  |        |              |        |        |        |
|  |            |                |            |            |            |  |  |        |              |        |        |        |
|  | 4          | CD Saprissa    | 1          | 1          | 2          |  |  |        |              |        |        |        |
|  | 1          | LD Alajuelense | 0          | 1          | 1          |  |  |        |              |        |        |        |
|  |            |                |            |            |            |  |  | HF1    | CD Saprissa  | 4      | 1      | 5      |
|  |            |                |            |            |            |  |  | HF2    | CS Herediano | 2      | 1      | 3      |
|  | 3          | CS Cartaginés  | 2          | 0          | 2          |  |  |        |              |        |        |        |
|  | 2          | CS Herediano   | 3          | 0          | 3          |  |  |        |              |        |        |        |
|  |            |                |            |            |            |  |  |        |              |        |        |        |

| Platz           | Verein                        |
| --------------- | ----------------------------- |
| 01.             | CD Saprissa (M)               |
| 02.             | CS Herediano                  |
| 03.             | LD Alajuelense                |
| 04.             | CS Cartaginés (P)             |
| 05.             | CF Universidad de Costa Rica  |
| 06.             | AD Municipal de Pérez Zeledón |
| 07.             | AD Carmelita                  |
| 08.             | Belén FC                      |
| 09.             | AD Santos de Guápiles         |
| 10.             | Limón FC                      |
| 11.             | CS Uruguay de Coronado        |
| 12.             | AS Puma Generaleña (N)        |
| Stand: Endstand |                               |

### Sommer JPS 2015
Dedicado: Édgar Marín
| Sommer 2015 Stand: Endstand  | AD Carmelita | AD Municipal de Pérez Zeledón | AD Santos de Guápiles | AS Puma Generaleña | Belén-Bridgestone FC | CD Saprissa |     | CS Cartaginés | CS Herediano | CS Uruguay de Coronado | LD Alajuelense |     |
| ---------------------------- | ------------ | ----------------------------- | --------------------- | ------------------ | -------------------- | ----------- | --- | ------------- | ------------ | ---------------------- | -------------- | --- |
| AD Carmelita                 |              | 0:3                           | 0:1                   | 0:1                | 3:0                  | 2:3         | 1:0 | 2:0           | 0:0          | 1:3                    | 2:0            | 1:0 |
| AD Municipal Pérez Zeledón   | 5:2          |                               | 3:1                   | 3:2                | 2:1                  | 1:3         | 1:0 | 1:1           | 1:0          | 1:1                    | 1:2            | 1:0 |
| AD Santos de Guápiles        | 1:1          | 2:1                           |                       | 2:0                | 3:2                  | 0:1         | 2:1 | 3:2           | 1:0          | 2:1                    | 1:2            | 2:0 |
| AS Puma Generaleña           | 4:1          | 1:2                           | 2:1                   |                    | 1:0                  | 1:1         | 0:2 | 1:1           | 1:1          | 0:1                    | 2:2            | 1:0 |
| Belén FC                     | 5:0          | 1:0                           | 2:3                   | 2:0                |                      | 1:2         | 0:0 | 1:1           | 1:3          | 1:0                    | 1:1            | 1:4 |
| CD Saprissa                  | 4:0          | 5:1                           | 4:0                   | 3:2                | 1:2                  |             | 2:1 | 1:0           | 1:2          | 4:1                    | 1:1            | 1:0 |
| CF Universidad de Costa Rica | 0:0          | 1:2                           | 0:1                   | 1:1                | 3:2                  | 2:1         |     | 1:1           | 0:0          | 1:1                    | 1:1            | 4:2 |
| CS Cartaginés                | 2:2          | 1:0                           | 0:1                   | 2:0                | 2:0                  | 1:1         | 1:1 |               | 1:1          | 0:0                    | 3:1            | 7:2 |
| CS Herediano                 | 2:1          | 2:1                           | 1:1                   | 3:2                | 1:0                  | 1:0         | 3:2 | 1:0           |              | 2:2                    | 0:1            | 2:0 |
| CS Uruguay de Coronado       | 0:0          | 2:0                           | 1:1                   | 3:1                | 1:2                  | 2:1         | 2:2 | 0:1           | 1:2          |                        | 0:0            | 3:1 |
| LD Alajuelense               | 0:1          | 1:0                           | 2:2                   | 5:0                | 6:0                  | 0:2         | 2:2 | 6:2           | 4:0          | 3:0                    |                | 1:2 |
| Limón FC                     | *0:3*        | 2:1                           | 2:0                   | 0:1                | 3:0                  | 1:2         | 3:2 | 1:0           | 2:1          | 1:3                    | 0:2            |     |

*Das Spiel Limón FC vs. AD Carmelita (1. Spieltag) wurde nicht ausgetragen und am grünen Tisch 0-3 gewertet, da Limón FC die Sozialversicherungsbeiträge seines Kaders nicht fristgerecht an die Nationale Sozialversicherungskasse (CCSS) überwiesen hat.
| Pl.             | Verein                       | Sp. | S  | U  | N  | Tore    | Diff. | Punkte |
| --------------- | ---------------------------- | --- | -- | -- | -- | ------- | ----- | ------ |
| 1.              | CD Saprissa (M)              | 22  | 14 | 3  | 5  | 044:220 | +22   | 45     |
| 2.              | AD Santos de Guápiles        | 22  | 12 | 4  | 6  | 032:280 | +4    | 40     |
| 3.              | CS Herediano                 | 22  | 11 | 6  | 5  | 028:230 | +5    | 39     |
| 4.              | LD Alajuelense               | 22  | 10 | 7  | 5  | 043:230 | +20   | 37     |
| 5.              | AD Municipal Pérez Zeledón   | 22  | 10 | 2  | 10 | 031:310 | ±0    | 32     |
| 6.              | CS Uruguay de Coronado       | 22  | 7  | 8  | 7  | 028:270 | +1    | 29     |
| 7.              | CS Cartaginés (P)            | 22  | 6  | 9  | 7  | 029:270 | +2    | 27     |
| 8.              | AD Carmelita                 | 22  | 7  | 5  | 10 | 023:340 | −11   | 26     |
| 9.              | Limón FC*                    | 22  | 8  | 0  | 14 | 026:390 | −13   | 24     |
| 10.             | AS Puma Generaleña (N)       | 22  | 6  | 5  | 11 | 024:360 | −12   | 23     |
| 11.             | CF Universidad de Costa Rica | 22  | 4  | 10 | 8  | 027:290 | −2    | 22     |
| 12.             | Belén FC                     | 22  | 6  | 3  | 13 | 025:410 | −16   | 21     |
| Stand: Endstand |                              |     |    |    |    |         |       |        |

*Bei Punktgleichheit mit einer anderen Mannschaft ist Limón FC, ohne Beachtung des Torverhältnisses, auf die jeweils untere Position zu setzen, da der Verein ein Spiel am grünen Tisch verlor (siehe oben).
Playoffs
|  | Halbfinale | Halbfinale            | Halbfinale | Halbfinale | Halbfinale |  |  | Finale | Finale         | Finale | Finale | Finale |
|  |            |                       |            |            |            |  |  |        |                |        |        |        |
|  |            |                       |            |            |            |  |  |        |                |        |        |        |
|  | 4          | LD Alajuelense        | 2          | 0          | 2          |  |  |        |                |        |        |        |
|  | 1          | CD Saprissa           | 0          | 1          | 1          |  |  |        |                |        |        |        |
|  |            |                       |            |            |            |  |  | HF1    | LD Alajuelense | 1      | 2      | 3(2)   |
|  |            |                       |            |            |            |  |  | HF2    | CS Herediano   | 1      | 2      | 3(3)   |
|  | 3          | CS Herediano          | 2          | 1          | 3          |  |  |        |                |        |        |        |
|  | 2          | AD Santos de Guápiles | 1          | 1          | 2          |  |  |        |                |        |        |        |
|  |            |                       |            |            |            |  |  |        |                |        |        |        |

| Platz           | Verein                        |
| --------------- | ----------------------------- |
| 01.             | CS Herediano                  |
| 02.             | LD Alajuelense                |
| 03.             | CD Saprissa (M)               |
| 04.             | AD Santos de Guápiles         |
| 05.             | AD Municipal de Pérez Zeledón |
| 06.             | CS Uruguay de Coronado        |
| 07.             | CS Cartaginés (P)             |
| 08.             | AD Carmelita                  |
| 09.             | Limón FC                      |
| 10.             | AS Puma Generaleña (N)        |
| 11.             | CF Universidad de Costa Rica  |
| 12.             | Belén FC                      |
| Stand: Endstand |                               |

### 2014–15
| Pl.             | Verein                       | Sp. | S  | U  | N  | Tore    | Diff. | Punkte |
| --------------- | ---------------------------- | --- | -- | -- | -- | ------- | ----- | ------ |
| 1.              | LD Alajuelense               | 44  | 27 | 9  | 8  | 081:380 | +43   | 90     |
| 2.              | CD Saprissa (M)              | 44  | 27 | 5  | 12 | 083:500 | +33   | 86     |
| 3.              | CS Herediano                 | 44  | 25 | 10 | 9  | 073:420 | +31   | 85     |
| 4.              | CS Cartaginés (P)            | 44  | 19 | 12 | 13 | 058:460 | +12   | 69     |
| 5.              | AD Santos de Guápiles        | 44  | 20 | 6  | 18 | 061:620 | −1    | 66     |
| 6.              | AD Municipal Pérez Zeledón   | 44  | 18 | 7  | 19 | 065:690 | −4    | 61     |
| 7.              | CF Universidad de Costa Rica | 44  | 13 | 18 | 13 | 057:500 | +7    | 57     |
| 8.              | AD Carmelita                 | 44  | 14 | 11 | 19 | 046:610 | −15   | 53     |
| 9.              | Belén FC                     | 44  | 12 | 11 | 21 | 053:720 | −19   | 47     |
| 10.             | CS Uruguay de Coronado       | 43  | 11 | 12 | 20 | 044:670 | −23   | 45     |
| 11.             | Limón FC*                    | 44  | 12 | 4  | 28 | 045:720 | −27   | 40     |
| 12.             | AS Puma Generaleña (N)       | 44  | 9  | 9  | 26 | 045:820 | −37   | 36     |
| Stand: Endstand |                              |     |    |    |    |         |       |        |

*Bei Punktgleichheit mit einer anderen Mannschaft ist Limón FC, ohne Beachtung des Torverhältnisses, auf die jeweils untere Position zu setzen, da der Verein ein Spiel am grünen Tisch verlor (siehe oben).
| Ehrung                          | Gewinner                           |
| ------------------------------- | ---------------------------------- |
| Bester Torschütze 2014–15       | Jonathan McDonald (LD Alajuelense) |
| Bester Torschütze Invierno 2014 | Yendrick Ruiz (CS Herediano)       |
| Bester Torschütze Verano 2015   | Jonathan McDonald (LD Alajuelense) |
| Bestes Tor 2014-15              | Esteban Ramírez (CS Herediano)     |
| Bester Spieler                  | Elías Aguilar (CS Herediano)       |
| Bester Ausländischer Spieler    | Adolfo Machado (CD Saprissa)       |
| Bester U-21 Spieler             | Suhander Zúñiga (AD Carmelita)     |
| Bester Torwart                  | Danny Carvajal (CD Saprissa)       |
| Bester Trainer                  | Óscar Ramírez (LD Alajuelense)     |
| Fair Play-Aktion (Spieler)      | Keilor Soto (CD Saprissa)          |
|                                 | Johan Venegas (LD Alajuelense)     |
| Fair Play (Klub)                | AD Carmelita                       |
| Klub mit größtem Aufschwung     | AD Santos de Guápiles              |